# Elza Karlovac
Elza Karlovac, slovenska altistka, operna pevka hrvaškega rodu, * 14. februar 1910, Split, Dalmacija, † 23. junij 1961, Ljubljana, Slovenija.

## Življenje in delo
Solopetje je študirala v Splitu, kjer je dobila prvi angažma v tamkajšnji operi. V Zagrebu je nastopala med letoma 1933 in 1938. V sezoni 1939/1940 je prvič pela na odru ljubljanske Opere SNG, ki ji je ostala zvesta do svoje prezgodnje smrti. 
Bila je altistka s temnim in velikim glasom in odlična igralka. Vrh pevske kariere je dosegla z vlogo Cerkovnice v operi Jenufa. Zanjo je leta 1949 prejela Prešernovo nagrado.